# Ebertswil
Ebertswil är en ort i kommunen Hausen am Albis i kantonen Zürich, Schweiz. Den ligger 2 km sydöst om kommuncentrum Hausen am Albis.